# Правдоподобие художественного вымысла
Правдоподобие художественного вымысла — «похожесть на жизнь» художественного вымысла. Философ языка Стивен Нил (англ. Stephen Neale) различает два типа правдоподобия художественного вымысла: культурное правдоподобие, означающее достоверность произведения в культурном или историческом контексте реального, внешнего по отношению к произведению, мира, и жанровое правдоподобие, означающее достоверность произведения в рамках своего жанра (например, постоянное пение персонажа о своих чувствах — правдоподобное действие внутри вымышленной Вселенной мюзикла, но неправдоподобное действие в реальном мире).

## Истоки
Правдоподобие произошло из платоновской и аристотелевской драматических теориях мимесиса, подражания или изображения природы. Чтобы произведение искусства что-то значило для аудитории и имело силу убеждения, оно, согласно Платону и Аристотелю, должно иметь основания в реальности.
В Средние века идея мимесиса эволюционировала в современное понятие правдоподобия, в особенности в итальянской героической поэзии. Неважно, насколько беллетризировано могло быть стихотворение, с помощью правдоподобия поэты имели возможность представлять свои работы так, что им можно было поверить в реальном мире. Правдоподобие тогда же стало увязываться с другим драматическим аристотелевским принципом, приличием (decorum): реалистичным единством стиля и сюжета. Поэтический язык персонажей в произведении должен был соответствовать возрасту, полу или расе персонажа.
Это классическое понимание правдоподобия было сосредоточено на роли читателя в его вовлечении в художественное произведение. Отсюда целью романа, по мере роста его популярности как правдоподобной формы, было учить читателя и доставлять ему приятное времяпровождение. Роман должен был облегчить читателю готовность приостановить его неверие (термин  Сэмюэля Кольриджа). Этого можно было добиться с помощью правдоподобия. Для содействия добровольной приостановке неверия, художественный текст должен обладать правдоподобием. Как достоверное определялось все, что было возможно физически в картине мира читателя или в общечеловеческом опыте. При помощи правдоподобия читатель мог почерпнуть истину даже в художественной литературе, поскольку она все равно отражала реалистичные аспекты человеческой жизни.

## Продолжение эволюции понятия
Мысль о том, что достоверность, и, в свою очередь, правдоподобие, покоятся на читательском ощущении мира, встретила возражения из-за создаваемой ею дилеммы: знание о мире у каждого читателя, как у каждого человека, не одинаковое. Чтоб избежать этой дилеммы, первоначально авторы романов добавляли к тексту предисловие, определяющее границы его достоверности, или включали в текст большее количество отсылок к общей истории.
С развитием критики для вовлечения читателя стало недостаточно только предисловия или разбрасывания по тексту исторических ссылок. Французский теоретик Пьер Николя Десмолет считает, что во избежание разрушения иллюзий автору приходилось затемнять роман. Ранее роман воспринимался как собрание отдельных частей, достоверность которых для разных читателей различалась. Теперь о нём думали как о более цельном произведении. Роман стал тотальной иллюзией жизни, закрытым вымышленным миром, могущим устанавливать свои собственные правила и законы. Правдоподобие укоренилось в его структуре глубже. Достоверность сосредоточилась не только на внешнем мире читателя; её можно стало рассматривать в понятих внутренней логики романа.
Правдоподобие стало технической проблемой, которую нужно было разрешать в контексте вымышленного мира романа. Особое внимание уделялось созданию в тексте логичной сети причин, которая укрепляла собой общую структурную логику сюжета.

## Постмодернистский взгляд
В период расцвета постмодернистского романа некоторые критики стали говорить о том, что истина или значение романа лежат за пределами правдоподобия. Правдоподобие не есть первый аспект текста, который воспринимает читатель. Вместо этого он сначала пытается понять, является ли роман внятным повествованием. Увеличительное стекло правдоподобия применяется только после того, как читатель установил, есть ли в романе смысл.
Читатель может понять роман как произведение искусства, но не обязательно как культурную конструкцию. Роман должен бросить вызов реальности. В этом смысле искусство может реальности предшествовать. Не текст должен соответствовать реальности, а реальность должна подтягиваться к тексту. Существует некий рубеж, отделяющий текст от текущего времени или места. Поэтому в контексте постмодерна правдоподобие не особенно беспокоит романиста.